# Programme électoral

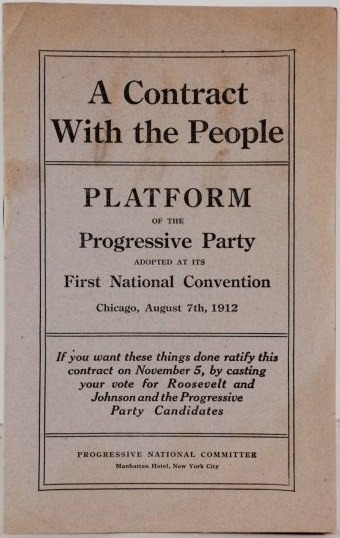
Programme de 1912 du Parti progressiste américain : « Un contrat avec le peuple ».

Un programme électoral, ou programme politique, est un ensemble de mesures promises par des candidats à des élections, qu’ils s’engagent à mettre en place une fois élus.
Les médias (internet, presse, télévision…) jouent un rôle important de présentation, et de décryptage de ces programmes. Le Manifesto Research Program, qui mène depuis 1979 une analyse de données textuelles de ces programmes dans le cadre de l’European Consortium for Political Research, note ainsi : « Bien que peu d’électeurs lisent réellement les programmes des partis, ils sont largement diffusés à travers les médias de masse » et permettent ainsi, en s’appuyant sur des textes validés par les partis et abordant les principaux thèmes politiques, d’évaluer la position et l’évolution des partis selon un axe gauche-droite.